# Pickens (Mississippi)
Pour les articles homonymes, voir Pickens.
La ville américaine de Pickens est située dans le comté de Holmes, dans l’État du Mississippi. Lors du recensement de 2000, sa population s’élevait à 1 325 habitants.

## Source
- (en) Cet article est partiellement ou en totalité issu de l’article de Wikipédia en anglais intitulé « Pickens, Mississippi » (voir la liste des auteurs).